# Carabus violaceus
Carabus violaceus es una especie de insecto adéfago del género Carabus, familia Carabidae. Fue descrita científicamente por Linnaeus en 1758.
Habita en Albania, Austria, Bielorrusia, Bosnia y Herzegovina, Bulgaria, Croacia, Chequia, Dinamarca, Estonia, Finlandia, Francia, Alemania, Gran Bretaña, Grecia, Hungría, Irlanda, Italia, Letonia; Lituania, Macedonia, Moldavia, Noruega, Polonia, Rumania, Rusia, Serbia, Eslovaquia, Suecia, Suiza y Ucrania.
El escarabajo de tierra violeta es un escarabajo negro poco brillante que tiene bordes violetas o índigo en sus élitros ovalados y lisos (cubiertas de las alas) y tórax. Los escarabajos adultos suelen medir entre 20 y 30 mm (0,8 y 1,2 pulgadas), aunque pueden alcanzar los 37 mm. Los escarabajos adultos no vuelan.
Carabus violaceus se encuentra comúnmente en muchos sitios como bosques, campos abiertos y jardines, desde Europa hasta Japón. Son de hábitos nocturnos y pueden moverse de un lugar a otro con rapidez. Se sabe que a menudo cierto tipo de ácaros se suben en la cabeza de este escarabajo para ser transportados «a una posición más favorable de la que estaban».
Se sabe que su dieta se compone básicamente de babosas. Estas babosas se defienden utilizando grandes cantidades de mucosidad, sin embargo, Carabus violaceus contrarresta este ataque con fuertes golpes sobre el manto. También se sabe que esta especie se alimenta de Otiorhynchus sulcatus. Las larvas hibernan en invierno antes de su transformación en adultos; esta especie también se ve comúnmente en el otoño.

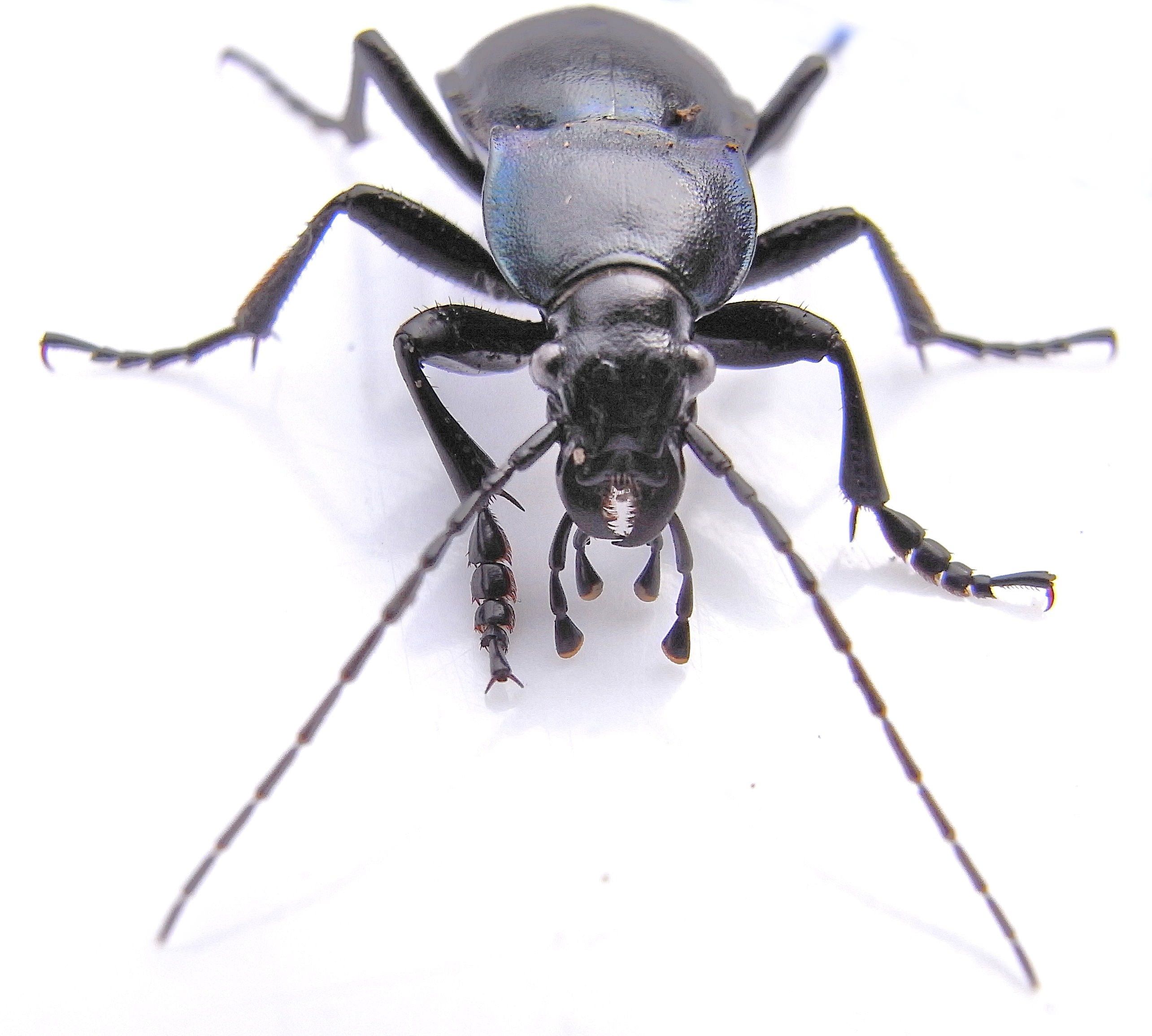
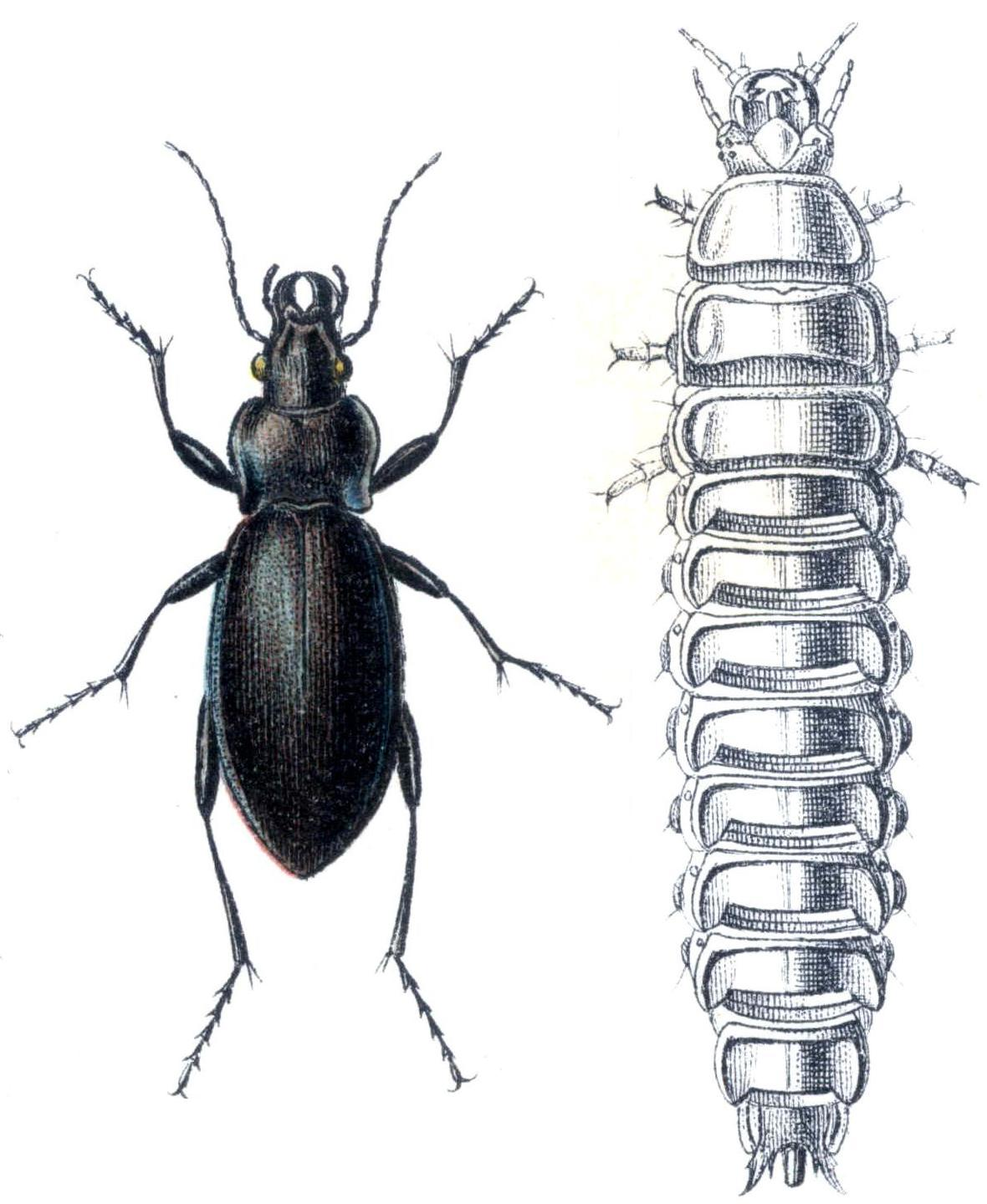
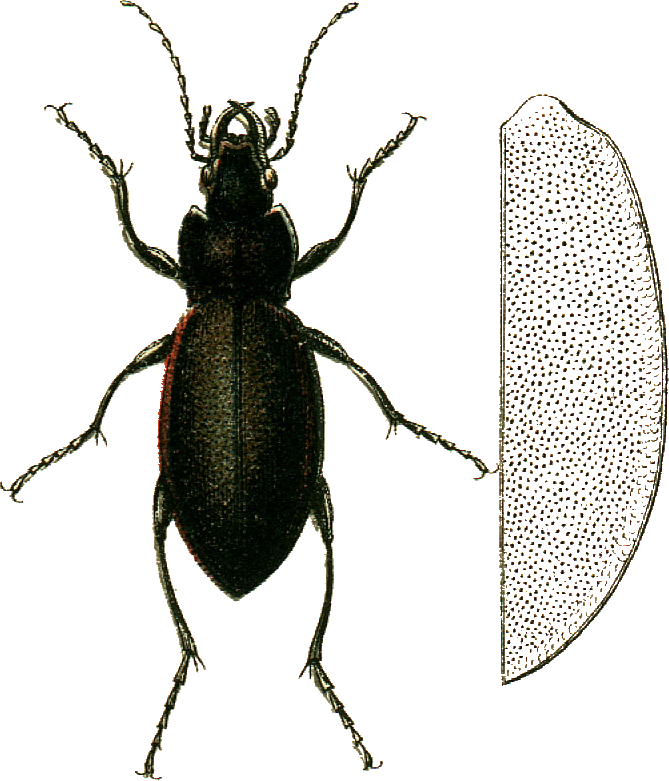
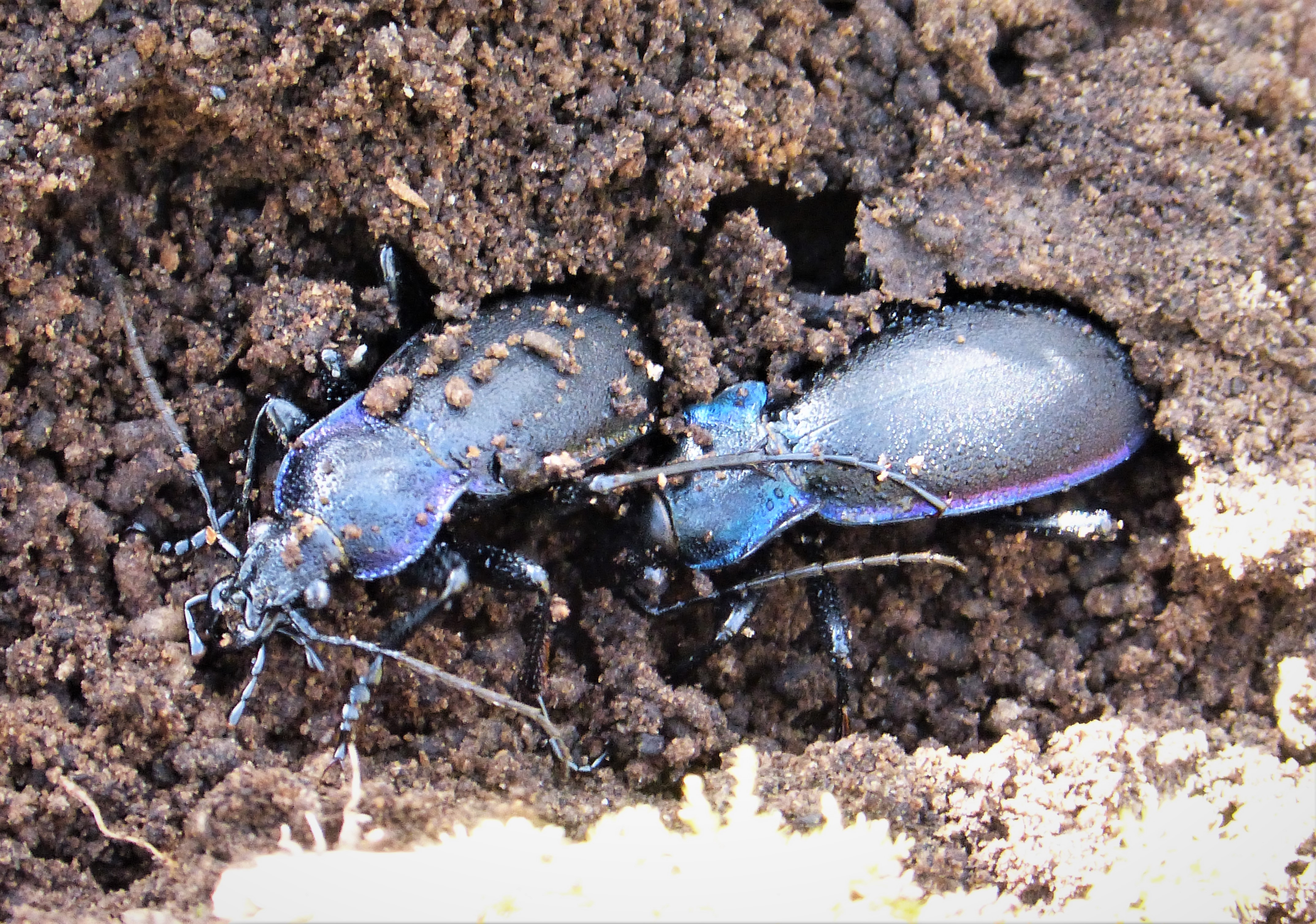
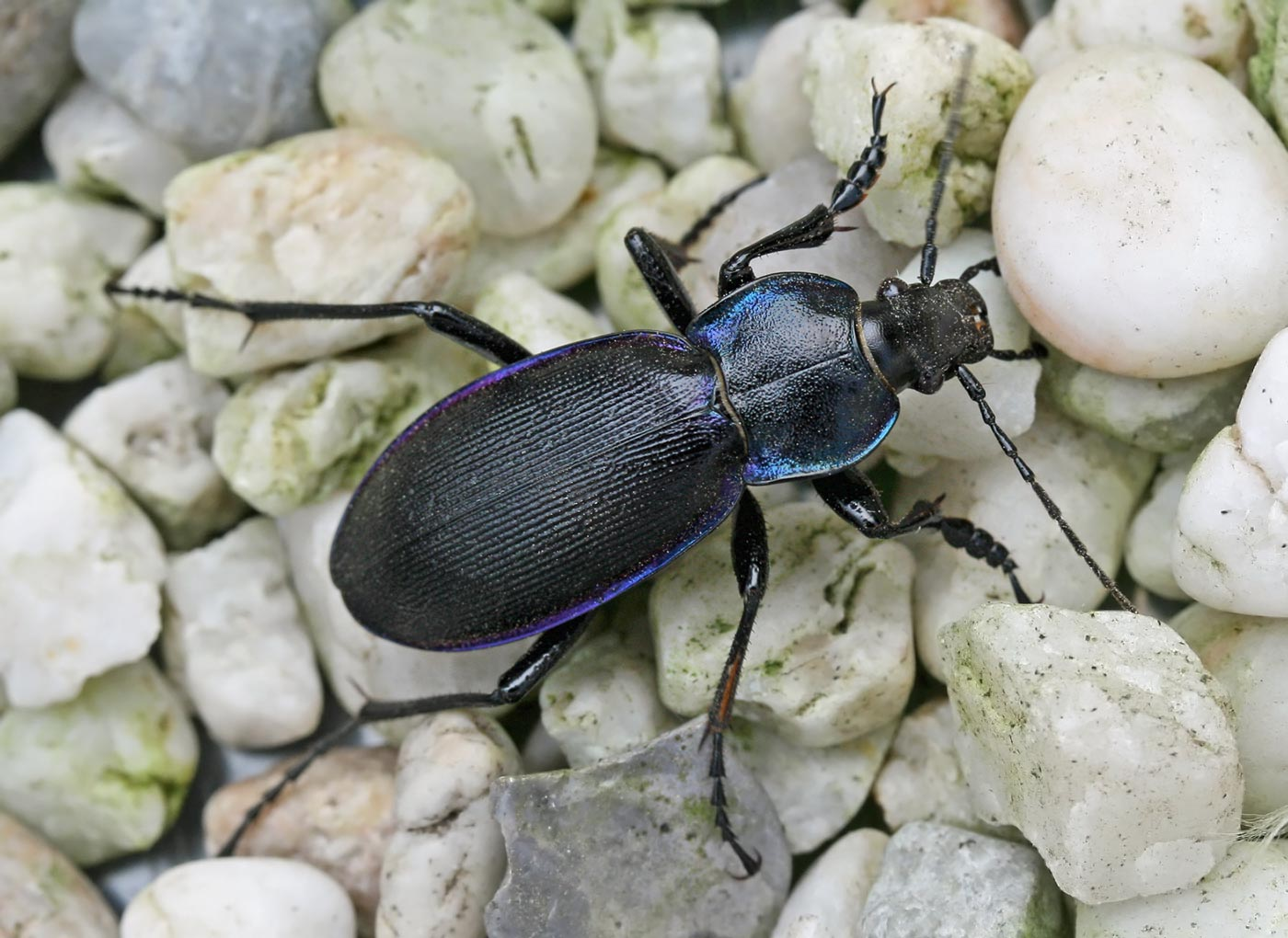